# Мой двор: Свадьбы и похороны
«Мой двор: Свадьбы и похороны» — дебютный студийный альбом  белорусского рэп-исполнителя Серёги, выпущенный в 2004 году на территории Беларуси и Украины.

## Список композиций
1. Говорила мама
2. Кукла (радио-версия)
3. Рыжий парень
4. Песенка о слесаре шестого разряда
5. Про Леньку Финта
6. Манькина свадьба
7. Песенка про то, как на танцполе авария случилася
8. Чёрный бумер
9. Дети Москвы
10. Кукла
11. Загубили Лялю

## Коммерческий успех
На Украине альбом стал дважды платиновым, разойдясь тиражом  в 240 тысяч копий, в Беларуси было продано более 17 тысяч дисков и 61 тысяча кассет.

## Рецензии
Музыкальный ряд альбома сделан с юмором и выдумкой: тягучие балканские мелодии запросто сменяются цыганочкой с выходом или даже фламенко. Секция духовых и гармонь в содружестве с драм-машиной на удивление мощно «раскачивает» слушателя. Плюс особое внимание к акустической гитаре, что в какой-то мере роднит гомельского «Серегу» с харьковской «Пятницей».

Тексты просто превосходны, в них чувствуется живая пульсация языка, ещё не загнанного в узилища «форматов». Они намоминают пространные баллады в стиле Гарика Сукачева. Как и Игорь Иванович, «Серега» полностью отказались от живописания красивой жизни. Все внимание он сконцентрировал на обычном обывателе. С полвека назад подобными же экспериментами занимались поэты-концептуалисты Лианозовской школы.
 — пишет Дмитрий Умбрашко на сайте SQD.ru 